# Distrikt San Borja
Der Distrikt San Borja ist einer der 43 Stadtbezirke der Provinz Lima in Peru. Er besitzt eine Fläche von 9,96 km². Beim Zensus 2017 wurden 113.247 Einwohner gezählt. Im Jahr 1993 lag die Einwohnerzahl bei 99.947, im Jahr 2007 bei 105.076. Der Distrikt wurde am 1. Juni 1983 gegründet.

## Geographische Lage
Der Distrikt San Borja liegt 7,6 km südsüdöstlich vom Stadtzentrum von Lima auf einer Höhe von etwa 170 m. Der Distrikt hat eine annähernd rechteckige Gestalt mit 3,4 km in Ost-West-Richtung sowie 3 km in Nord-Süd-Richtung. Die Nationalstraße 1S (Panamericana) verläuft entlang der östlichen Distriktgrenze. Die südliche Distriktgrenze bildet die Avenida Angamos, die westliche Distriktgrenze die Avenida Miguel Iglesias sowie die nördliche Distriktgrenze die Avenida Canada. Der Distrikt San Borja grenzt im Westen an den Distrikt San Isidro, im Norden an die Distrikte San Luis, La Victoria und Ate, im Osten und Südosten an den Distrikt Santiago de Surco sowie im Südwesten an den Distrikt Surquillo.

## Politik

### Bürgermeister
Amtierender Bürgermeister (alcalde distrital) ist Marco Álvarez der nationalkonservativen Partei Renovación Popular. Er ist für die Wahlperiode vom 1. Januar 2023 bis zum 31. Dezember 2026 gewählt. Wie in allen Distrikten Perus werden die Bürgermeister sowie die Mitglieder des Gemeinderates (regidores distritales) von San Borja alle vier Jahre in den peruanischen Kommunalwahlen neu gewählt.

### Gemeinderat
Der Gemeinderat (concejo municipal) von San Borja besteht aus 12 Sitzen, von denen ein Sitz vom Bürgermeister besetzt wird. Für die Wahlperiode 2023–2026 besetzen die Parteien Renovación Popular, Somos Perú und Fuerza Popular den Gemeinderat in folgender Verteilung:
Insgesamt 12 Sitze 
- Renovación Popular: 8
- Somos Perú: 2
- Fuerza Popular: 2

## Verkehr

### Autoverkehr
Die Nationalstraße PE-1S verläuft entlang der östlichen Grenze des Distrikts zum Distrikt Santiago de Surco. Die PE-1S bildet zusammen mit der Nationalstraße PE-1N die Nord-Süd-Achse durch den Küstenteil des Landes und ist gleichzeitig Teil der Panamericana.

### Öffentlicher Personennahverkehr
Die Linie 1 der Metro Lima verbindet die Stadtteile Limas in Nord-Süd-Richtung. Sie hat mit den Stationen „La Cultura“, „San Borja Sur“ und „Angamos“ drei Haltestellen in San Borja.

### Radverkehr
Im Juni 2020 war das Radwegesystem von San Borja etwa 32 km lang. Um die Verbreitung des Coronavirus während der COVID-19-Pandemie in Peru durch Kontakte im öffentlichen Nahverkehr zu verringern, wurde das Radwegesystem San Borjas bis zum Jahr 2022 auf 53 km erweitert.

2012 wurde in San Borja das erste öffentliche Fahrradverleihsystem Perus eingeführt. Das Fahrradverleihsystem San Borja en Bici (auf Deutsch etwa: San Borja auf dem Fahrrad) befindet sich im Besitz des Distrikts San Borja und darf von seinen Einwohnern kostenlos benutzt werden. 2015 wurde das Fahrradverleihsystem auf die Nachbardistrikte Surquillo, Santiago de Surco und San Isidro ausgeweitet. 2017 verlieh das peruanische Umweltministerium dem Distrikt den Peruanischen Umweltpreis für San Borja en Bici. Dennoch wurde das Programm 2019 eingestellt. Zu diesem Zeitpunkt verfügte San Borja en Bici über 180 Fahrräder, die über 17 Stationen verteilt waren. Im Februar 2023 wurde das Programm auf Wunsch der Bevölkerung wieder aufgenommen. Das Ausleihsystem wurde auf zu einem Modell zweiter Generation überarbeitet, sodass San Borja en Bici mit nur 100 Fahrrädern auf 8 Stationen neu startete. Geplant ist ein Ausbau auf 140 Fahrrädern auf 12 Stationen und langfristig soll ein Modell vierter Generation eingeführt werden.